# La Saxe Galante
La Saxe Galante – fabularyzowana wersja życiorysu Augusta II Mocnego, którą napisał Karl Ludwig von Pöllnitz pruski baron, pisarz, wojskowy i awanturnik, uciekający po całej Europie przed wierzycielami. Książka została napisana w języku francuskiem, którym autor posługiwał się sprawniej niż mową ojczystą.
La Saxe Galante wydana została po raz pierwszy w 1734 roku w Amsterdamie, w rok po śmierci Augusta II (1733) i stanowi ciekawe źródło wiedzy o miłosnych przygodach króla, zarówno w latach gdy odbywał on swe Grand Tour po Europie jako młody książę, jak i potem jako władca. W porównaniu z innymi dziełami Poelnitza jest też dość zgodna z faktami.
W ciągu 2 lat od pierwszego wydania (1735-1736) miała ona 12 wydań w języku francuskim, niemieckim (po raz pierwszy 1735 – w Amsterdamie) i angielskim, a więc odniosła gigantyczny sukces wydawniczy.